# Międzybórz
Międzybórz é um município da Polônia, na voivodia da Baixa Silésia e no condado de Oleśnica. Estende-se por uma área de 6,41 km², com 2 345 habitantes, segundo os censos de 2016, com uma densidade de 365,8 hab/km².